# Pavonia senegalensis
Pavonia senegalensis är en malvaväxtart som först beskrevs av Antonio José Cavanilles, och fick sitt nu gällande namn av Leistn.. Pavonia senegalensis ingår i släktet påfågelsmalvor, och familjen malvaväxter. Inga underarter finns listade i Catalogue of Life.